# Trichoplusia hedysma
Trichoplusia hedysma là một loài bướm đêm trong họ Noctuidae.